# Celeiros (Puenteareas)
San Fiz de Celeiros es una parroquia que se encuentra en el municipio de Puenteareas, provincia de Pontevedra, limita con Santiago de Oliveira al norte, Arcos al oeste, 
Guillade al este, Lira al suroeste, Taboeja al sur y Vilacova al sureste. Tiene 5 entidades de población: O Outeiro, O Requeixo, A Carreira, Ribadas e Soutelo, estando las cinco en el nomenclador.

## Datos demográficos
Según el IGE, en 2022 contaba con 229 habitantes (109 hombres y 120 mujeres ).

## Etimología
Según el libro Historia de Puenteareas, la hipótesis más probable del origen del topónimo es que proviene de la palabra gallega celeiro, sin embargo, existen más hipótesis sobre el origen del nombre que también pueden ser ciertas, el libro afirma que el nombre vendría del euskera, concretamente de la palabra zelai, que significa “pradera”. Lo interesante de esta hipótesis es que Celeiros pasó a llamarse Zeleyros en el siglo XVIII, asemejándose al vocablo vasco. Otra teoría es que algún general romano, al ver la acrópolis donde está el castro y actualmente la iglesia, se acordó del monte Caelius en Roma, y si lo llamara Caelius iría a Celeio, luego a Celeiro, y de Celeiro a Celeiros.

## Historia
De la época prehistórica se encontraron unos petroglifos en la zona llamada Pedra do Cabalo lindando con Guillade. De la Edad Antigua destaca el castro de Celeiros, del que no queda mucho ya que las múltiples construcciones que se hicieron, como la iglesia, provocaron la destrucción de la mayor parte del poblado. La Edad Media fue un importante punto de esplendor de la parroquia, de hecho, el primer documento que se conoce de la parroquia data del 18 de mayo de 1074, en el que Hermesenda Méndez dona la iglesia de Guillade y la iglesia de Celeiros a Aderico el obispo de Tui, aún que en el año 963 se menciona el lugar de O Requeixo como "Requieiso" en un documento del monasterio de Santa María de Melón, que habla de la fundación del pequeño monasterio de Santa Locaia de Guillade. En el año de 1156, Alfonso VII confirma la división de las propiedades entre la mesa episcopal y la capitular de la diócesis de Tui, apareciendo esta feligresía con el nombre de Sancti Felicis de Cellariis (San Fiz de Celeiros), otro documento antiguo data del año 1170, el documento dice que la villa de Cellariis (Celeiros) limita con la de Ulvaria (Oliveira) cuando Fernando II cedió esta última a la iglesia de Tui, los siguientes documentos también son medievales datando de los años 1260, dos de 1301, 1307 y 1483 hablando en su totalidad de compras, ventas y aforamientos de posesiones o herencias.
De la Edad Moderna también llegan múltiples documentos datados en los años 1539, 1631, dos de 1660, 1662 y 1761 hablando de ventas e impagos, además en 1658 se construye el cruceiro de Soutelo. El siglo XVIII también fue importante en Celeiros ya que se construyeron múltiples monumentos, como la nueva iglesia parroquial en sustitución de la antigua en 1780, la construcción del cruceiro de San Roque en 1700 y la casa del cura en 1701, probablemente el peto de ánimas de Ribadas sea también de este siglo.
La Edad Contemporánea también fue relevante para la parroquia. Destaca la familia Candeira con miembros como Constantino Candeira González o Matías Candeira González, originario de Celeiros. Está familia donó los terrenos para la construcción del cementerio y para hacer la fiesta, además de construir y donar el retablo del Cristo de la Salud hecho en el año de 1874, el cual lo mandó hacer D. Manuel. A. Candeira, y la construcción del panteón de  los Candeira en 1871 por el maestro Cerviño. También cabe destacar una antigua escuela de música, a la que acudían personas de las parroquias vecinas interesadas en tocar algún instrumento como la gaita, la pandereta etc.

## Geografía

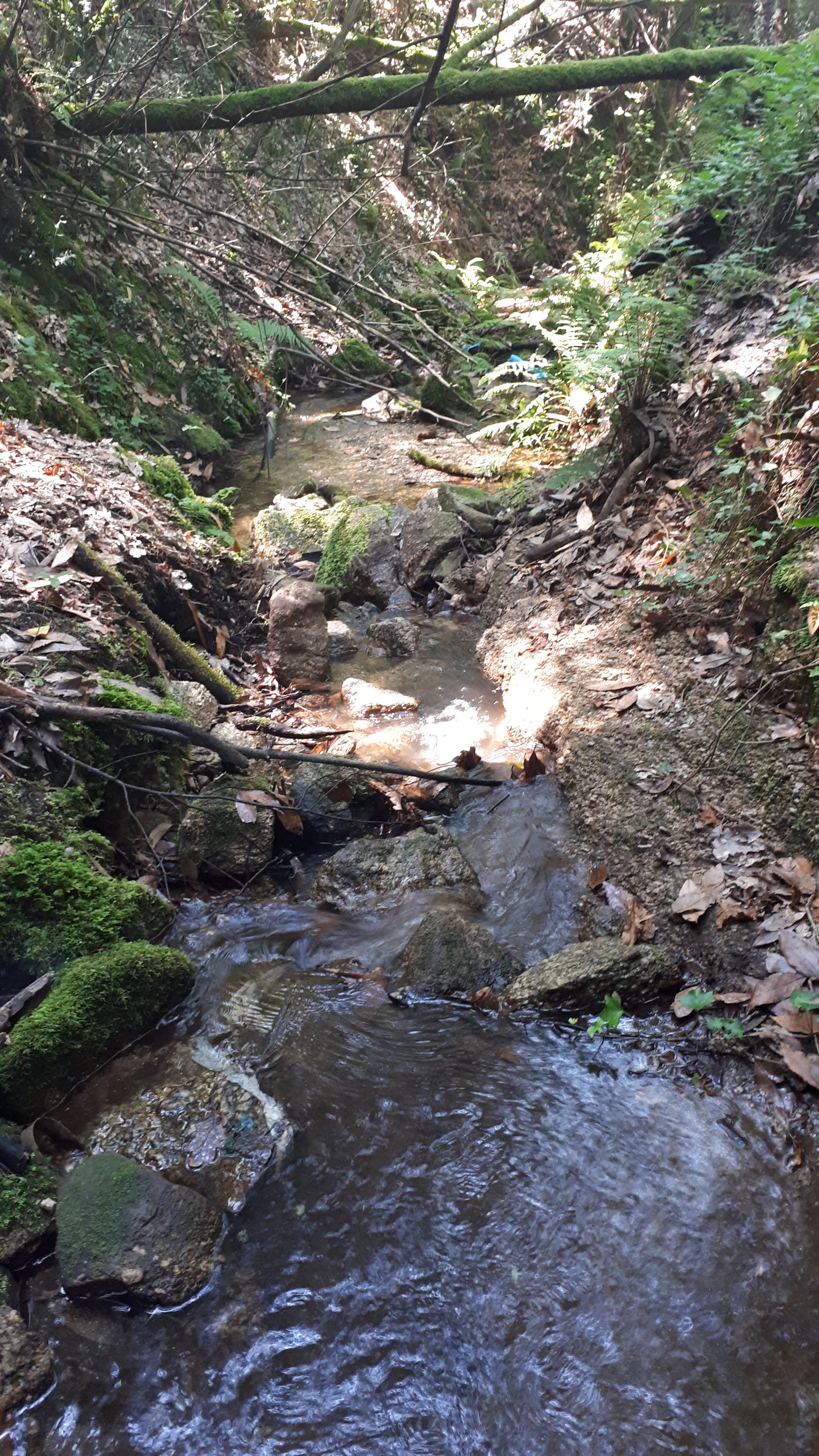
Arroyo de Outeiro

Se sitúa al este del municipio de Pontareas y limita con los municipios de Salvatierra de Miño y Las Nieves. Destaca un llano que ocupa la parte central de la parroquia, producto del paso del río Uma. Gracias al paso de este río, las tierras del centro de Celeiros son muy ricas, pero también muy húmedas. En el sur y en el este de la parroquia hay grandes elevaciones respecto al llano que ocupa casi la mitad de Celeiros, destacan el monte de Celeiros (170m), el coto "Da Xebre" (91m) y el monte Zurxás (130m), también existen otras elevaciones que llegan a los 180 m de altitud.
Celeiros también destaca por su gran cantidad de arroyos, como el de Outeiro, que sumado al paso del río Uma, convierte a Celeiros en una de las parroquias más rican en agua del municipio de Puenteareas. La vegetación de la parroquia destaca por su gran variedad de árboles autóctonos, en la parte más central, por donde pasa el río Uma, hay una gran variedad de árboles, como por ejemplo el roble, el sauce, el abedul, el avellano, el laurel entre otros.En los innumerables arroyos que discurren por la parroquia, también se pueden apreciar muchos de los árboles nombrados anteriormente, aunque también están muy marcados por la presencia de eucaliptos . Este árbol se encuentra en el norte y el sur de la parroquia, especialmente cerca de las parroquias de Santiago de Oliveira, Guillade y Vilacova . La presencia del pino es similar a la del eucalipto, sobresalen especialmente algunas plantaciones en el norte de la parroquia, también es visible en el sur de la misma. En la zona más cercana a la iglesia se encuentra el robleral de los Candeira y los mansos pinos de los Candeira, de los que sólo queda uno, el último ejemplar talado rondaba los 200 años y estaba documentado entre los árboles solitarios de Galicia, los dos pinos fueron plantados en  el año de1812 

## Fiestas
En Celeiros se celebran la fiesta del patrón San Fiz el 1 de agosto, la fiesta del Cristo de la Salud el 25 y 26 de junio, la Virgen de la O el 18 de diciembre, el Corpus Christi el 10 de junio y la romería a Franqueira, en el lunes de Pentecostés. en la conocida romería das Pascuillas .

## Patrimonio

### Iglesia de San Fins de Celeiros
La iglesia de Celeiros fue construida en el siglo XVIII, durante el mandato de los obispos Juan Manuel Rodríguez Castañón y Domingo Fernández Angulo . Tiene una nave rectangular con cubierta y estructura de madera a dos aguas y cubierta de teja curva. El ábside es de planta cuadrada más alta que la nave a dos aguas. La portada tiene una espadaña con dos huecos para las campanas y un bolsillo con una figura encima de la puerta. Tiene un volumen adosado en la fachada norte entre la nave y el ábside. En el pasado ya hubo una iglesia anterior a esta, y la piedra sería reutilizada en la construcción del templo actual.

### Castro de Celeiros
En la acrópolis de Celeiros, bajo la iglesia, se encuentra el castro de Celeiros. Del poblado sólo se conservan unas pocas viviendas, carcomidas por la vegetación.

### Panteón de los Candeira

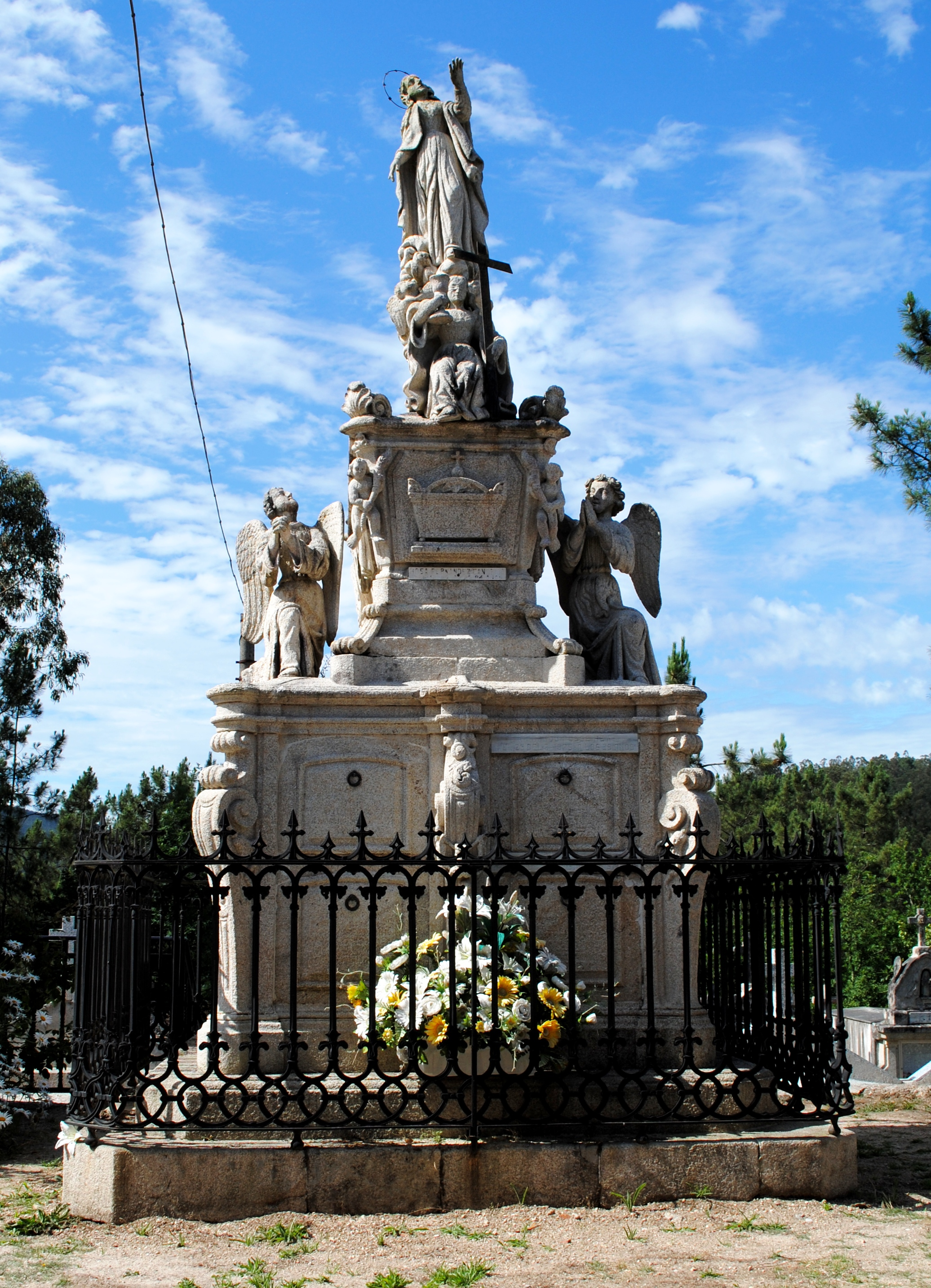
Panteón de los Candeira.

En el cementerio de Celeiros se encuentra el cementerio de Candeira, realizado por el cantero José Cerviño García en 1871. Se trata de un conjunto de enterramientos familiares de los Candeira, compuesto por tres niveles: el primero, una pieza a modo de podio para cuatro hornacinas, el segundo es una estructura escultórica formada por un ataúd de piedra, con ángeles a ambos lados y el tercero son grupos de figuras sobre el féretro, rematado con la Virgen en ascensión.

### Peto de Ribadas
En el barrio de Ribadas, se encuentra el peto de ánimas de Ribadas o peto de Ribadas de cronología desconocida. Consta de dos piezas y se remata con una cruz cuadrada. El horno está protegido con herrajes cruzados. Tiene un retablo de madera policromada, con una figura de Cristo en la cruz, con San Francisco a la derecha y la Virgen con el niño a la izquierda. Debajo de ellos hay tres ánimas.

### Cruceiro de San Roque
Junto a la iglesia se encuentra la cruz de San Roque. Es una cruz con mesón del año 1700, se encuentra en la subida a la entrada del atrio del conjunto parroquial. Tiene una base rectangular de dos alturas, una de las cuales está totalmente cubierta de asfalto. Tiene un pedestal o base cúbica de caras lisas y cantos superiores rebajados, con una antigua inscripción que dice:Abade Sper esta obra mando acer por su devoción ora 8 aves marías año de 1700. Tiene un tendedero cuadrado, con los bordes rebajados y un capitel troncopiramidal invertido, con detalles geométricos y motivos vegetales. Tiene una cruz de sección cuadrangular, con Cristo de frente en la subida a la iglesia y la Virgen Dolorosa en el reverso. Tiene un mesón, formado por dos piedras rectangulares y el altar de piedra con cantos rebajados. En este crucero circulan las procesiones y se venera al Santísimo en la fiesta del Corpus Christi, en dicha celebración, se tiene la costumbre de decorar el cruceiro con flores.

### Cruceiro de Soutelo
Situada en un cruce de caminos en el lugar de Soutelo, esta cruz del año 1658 tiene una plataforma rectangular, de dos alturas y con pedestal o base cúbica de caras lisas y aristas superiores rebajadas. Tiene un tendedero cuadrado con bordes rebajados. Tiene un capitel troncopiramidal invertido con detalles geométricos. Tiene una cruz de sección cuadrangular, con Cristo cara al camino que sube y la Virgen de las Angustias en el reverso.

### Cruz de "A Carreira"
Cruz sencilla situada junto a un cruce de caminos, posiblemente este a hacer la función de un cruceiro. Nace sobre una pequeña base, hoy cubierta por la maleza. El mástil central y los brazos son de piedra granítica de sección cuadrada.<ref>

### Vía crucis
Camino de la cruz en todo el perímetro del atrio, de las que quedan completas nueve. Son cruces altas de sección cuadrada con pedestales de piedra. Posiblemente de la época del cruceiro de San Roque ya que el viacrucis termina en el cruceiro.

### Casa rectoral de Celeiros

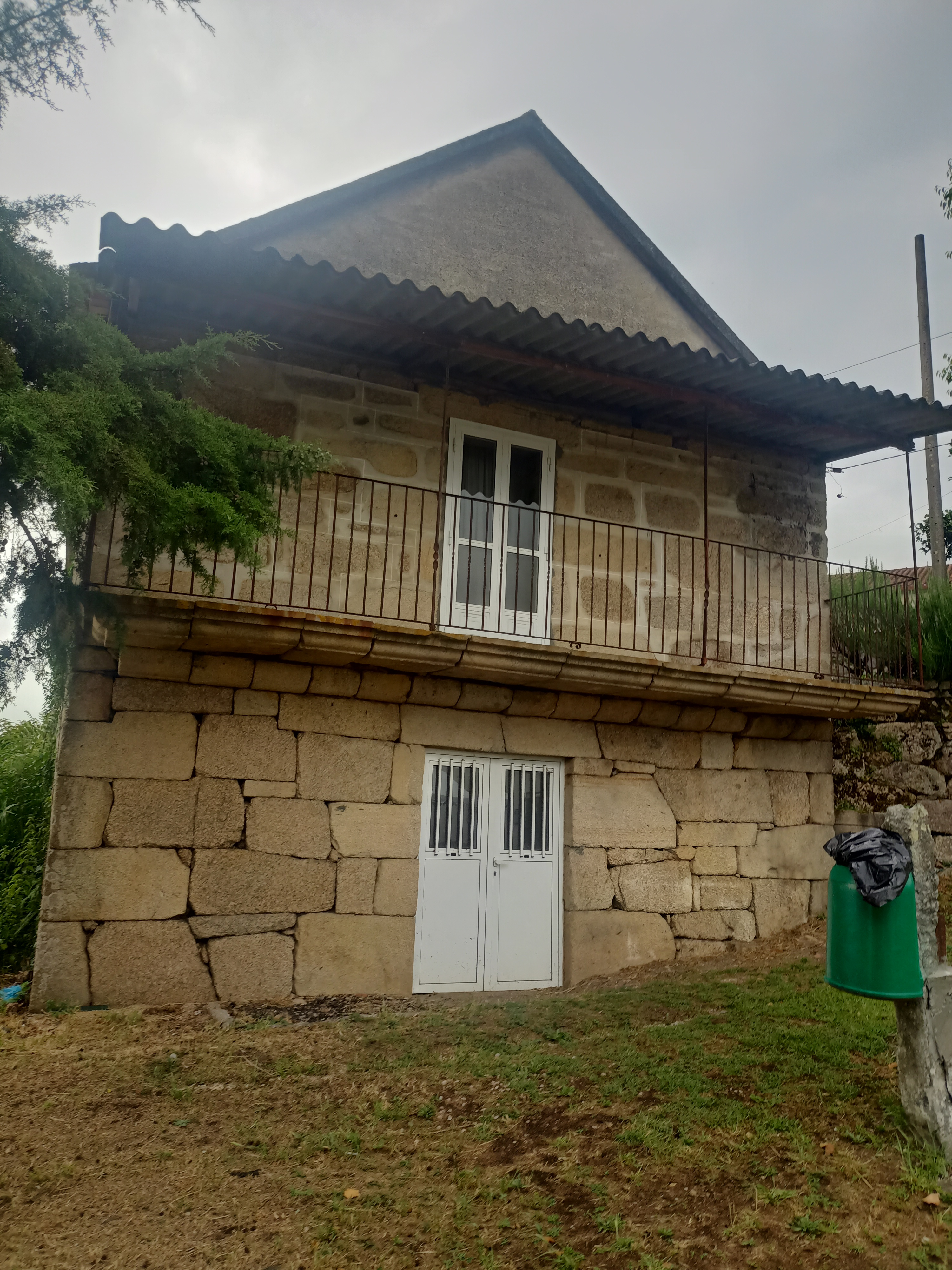
casa rectoral, año de 1707.

La casa del cura, también conocida en la parroquia como casa de la obra, data de 1707, como lo indican unas inscripciones en la piedra sobre la puerta del balcón. Es un edificio rectangular de dos plantas, la planta baja es semisótano. Se accede desde el primer piso, ubicado al nivel del atrio. Tiene un techo a dos aguas modificado con una cubrición de tejas. En la planta baja se encuentran la bodega y las cortes, y la primera planta se utilizaba como vivienda.

#### Fuente "Do Outeiro"

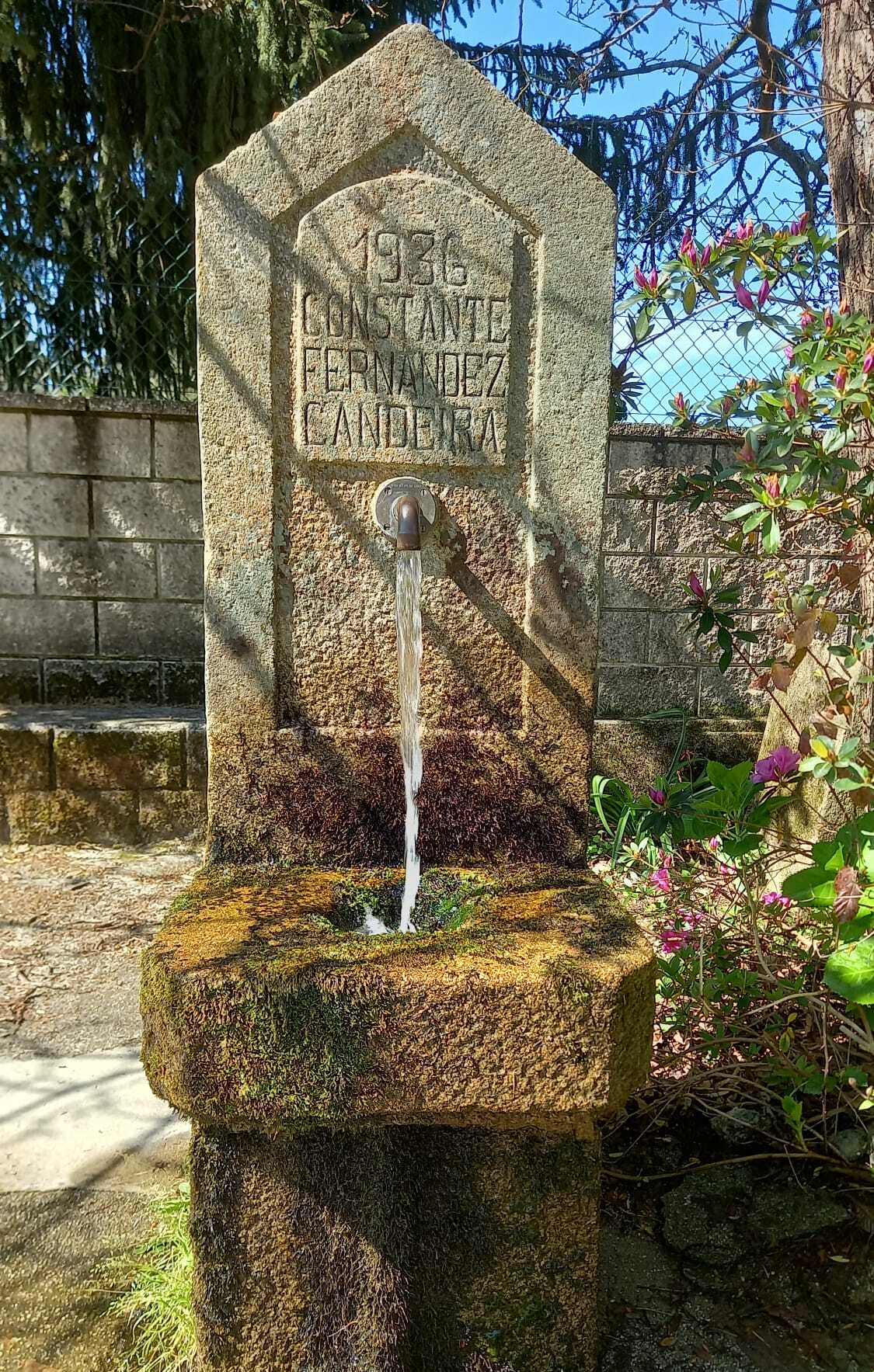
Fuente de Outeiro.

## Galería de imágenes

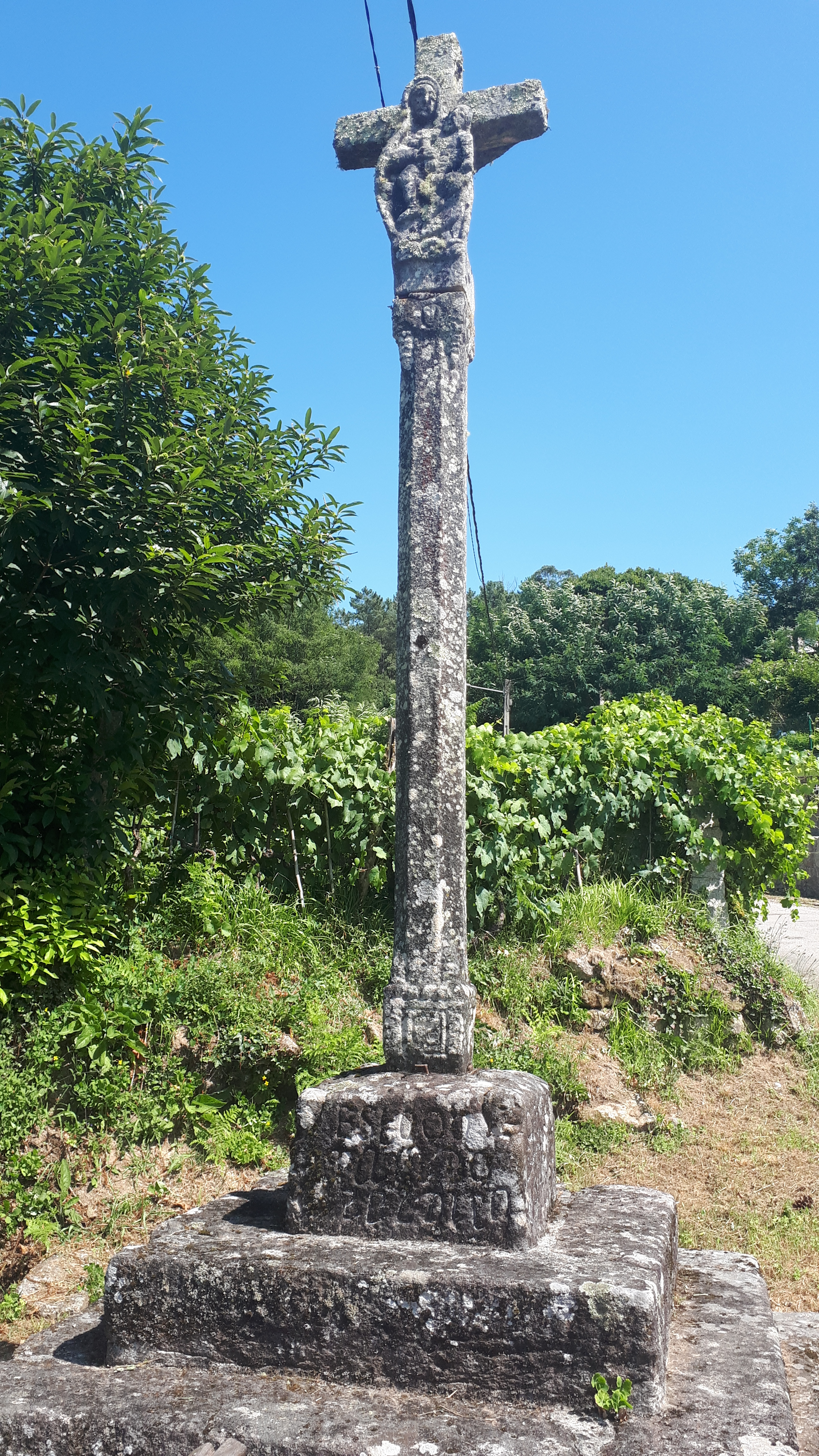
Cruceiro de Soutelo.
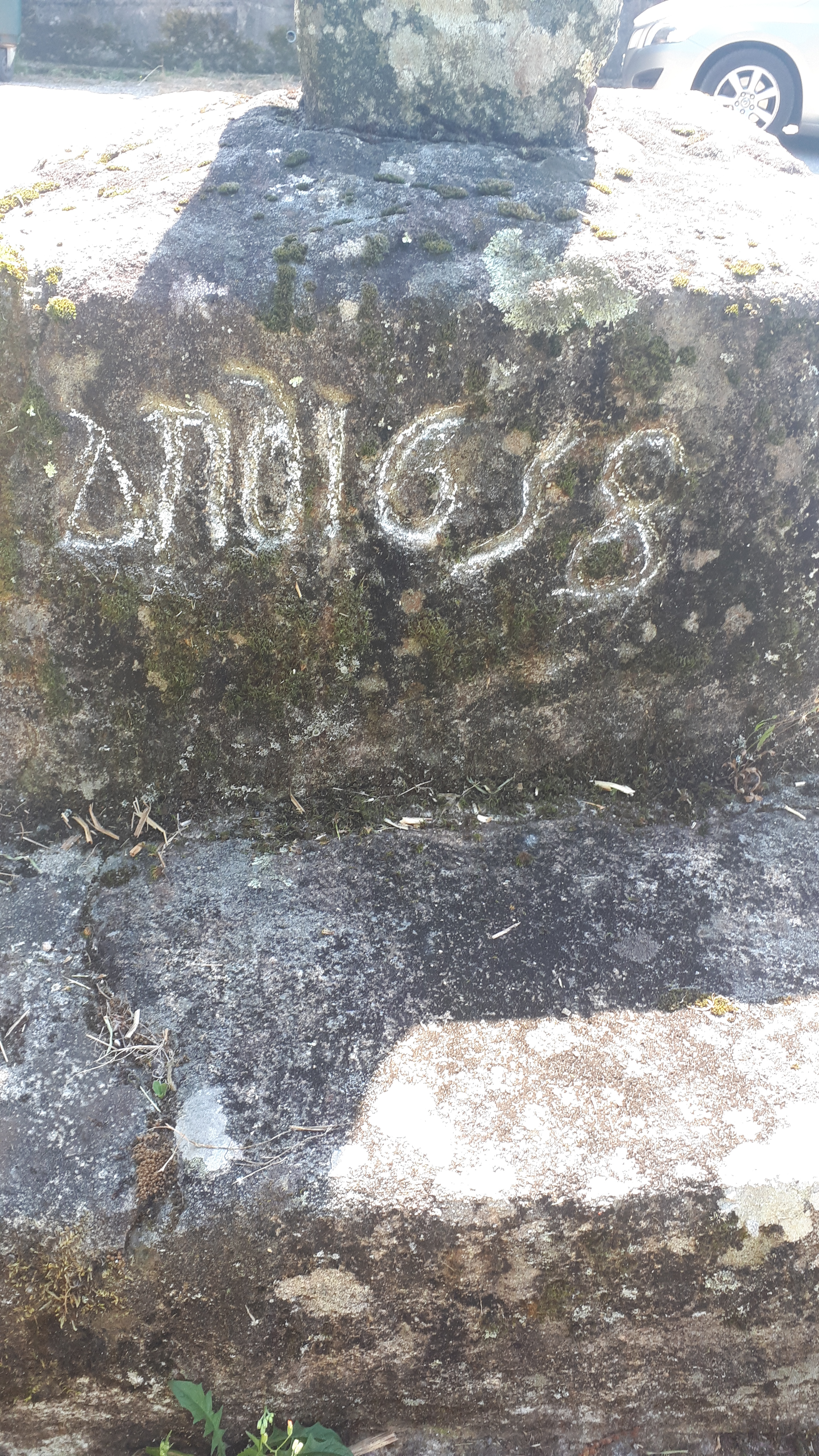
Pie: Ano 1658.
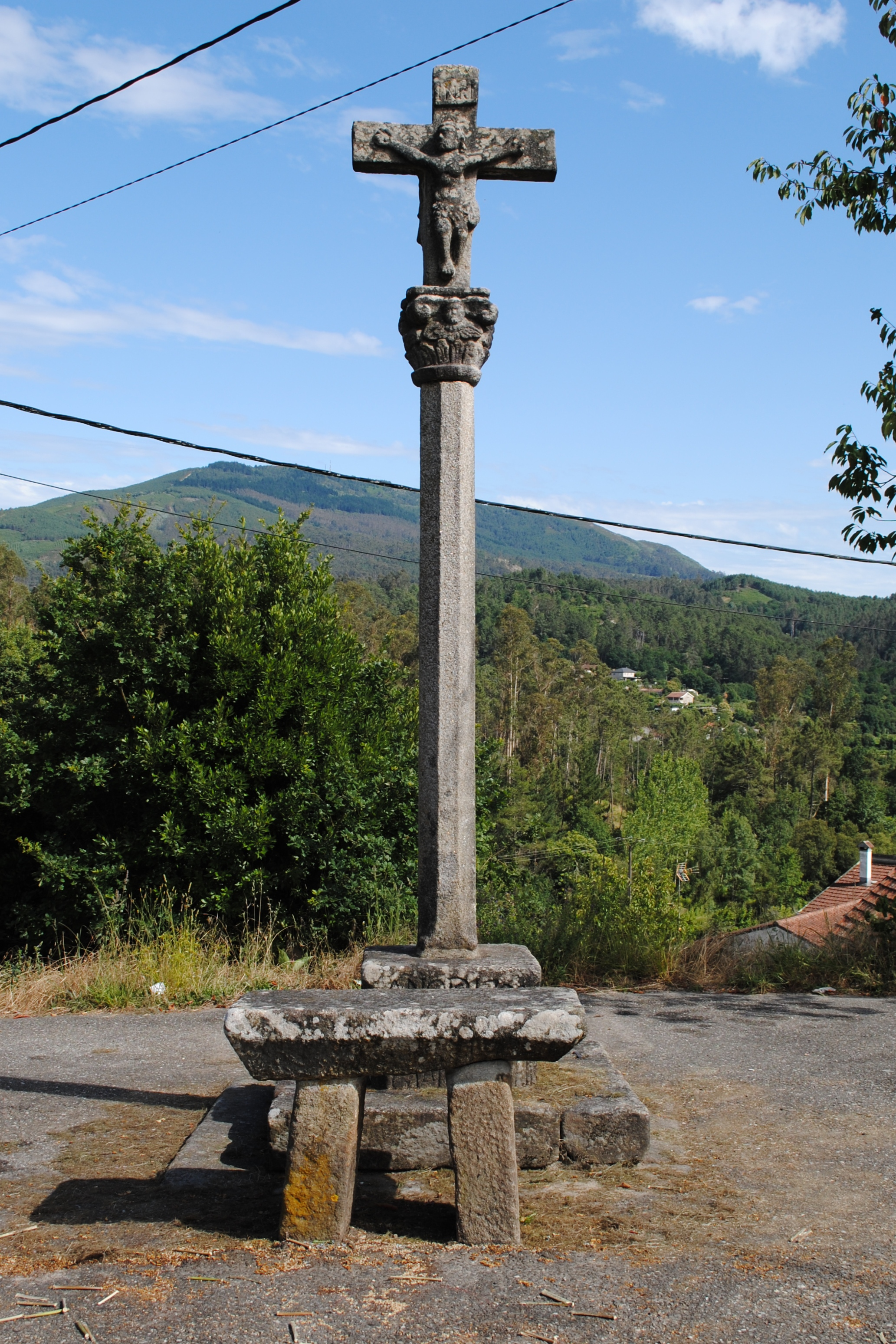
Cruceiro de San Roque.
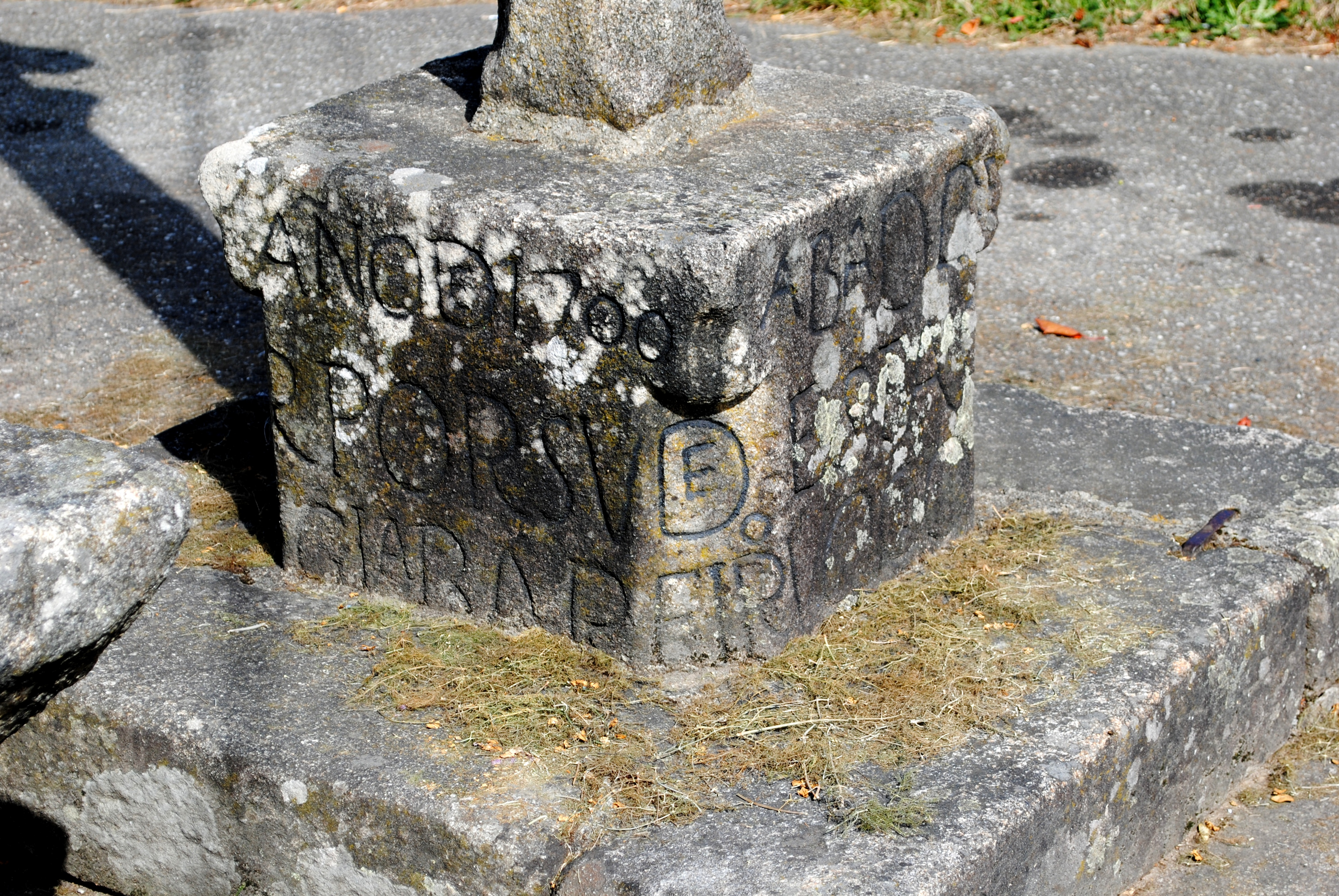
Pie: Año de 1700.
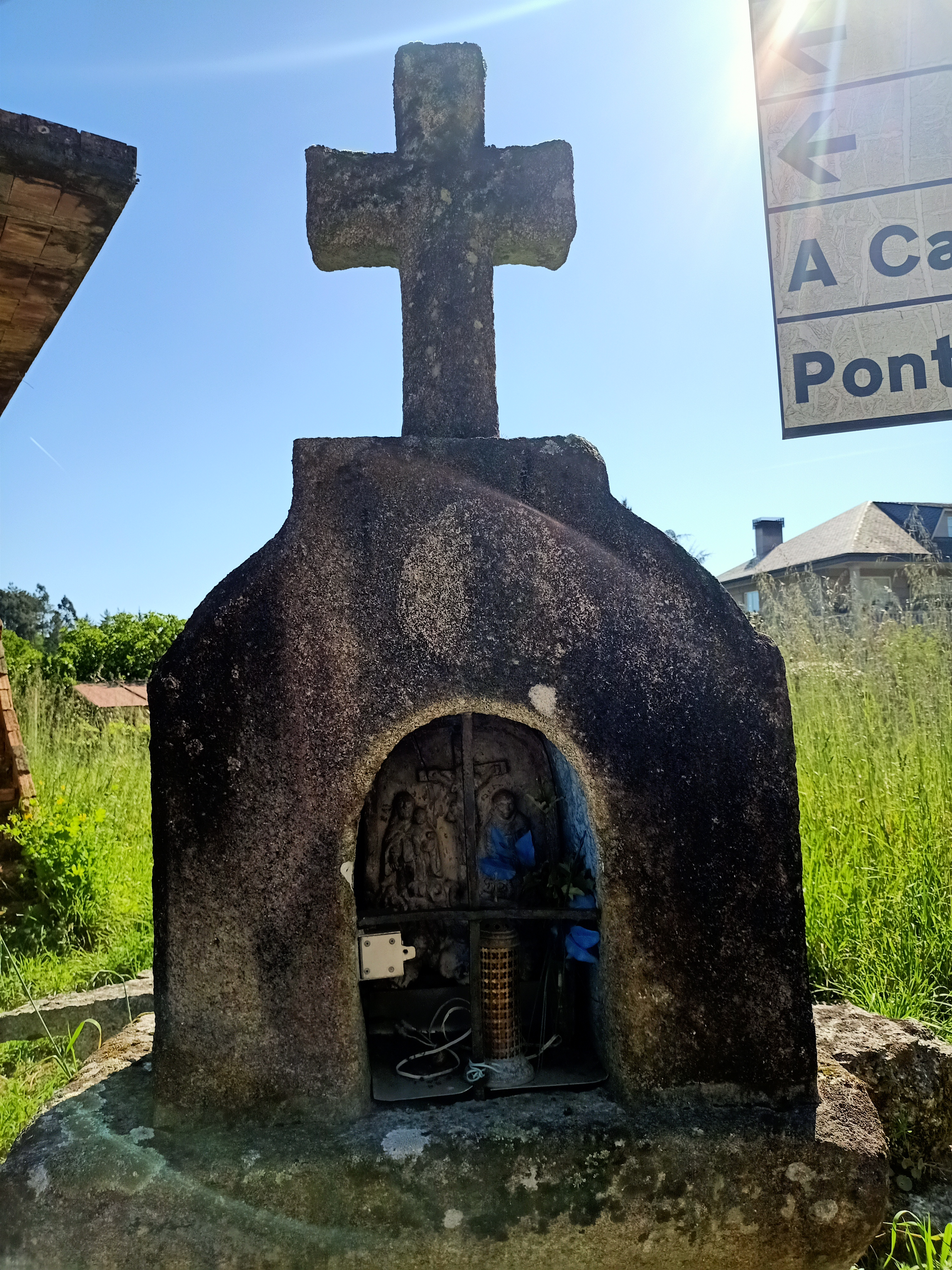
Peto de Ribadas.
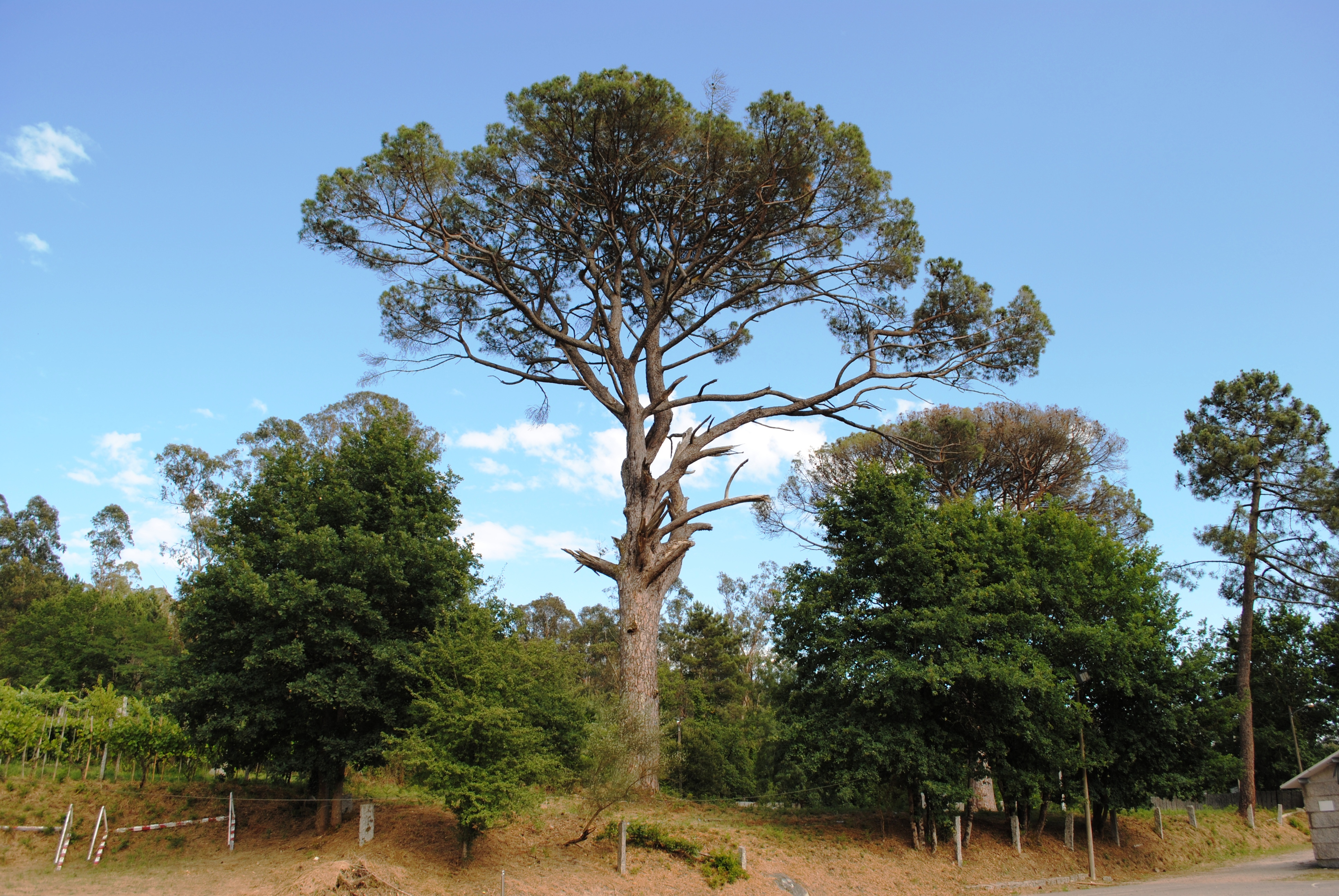
Pino manso de los Candeira.
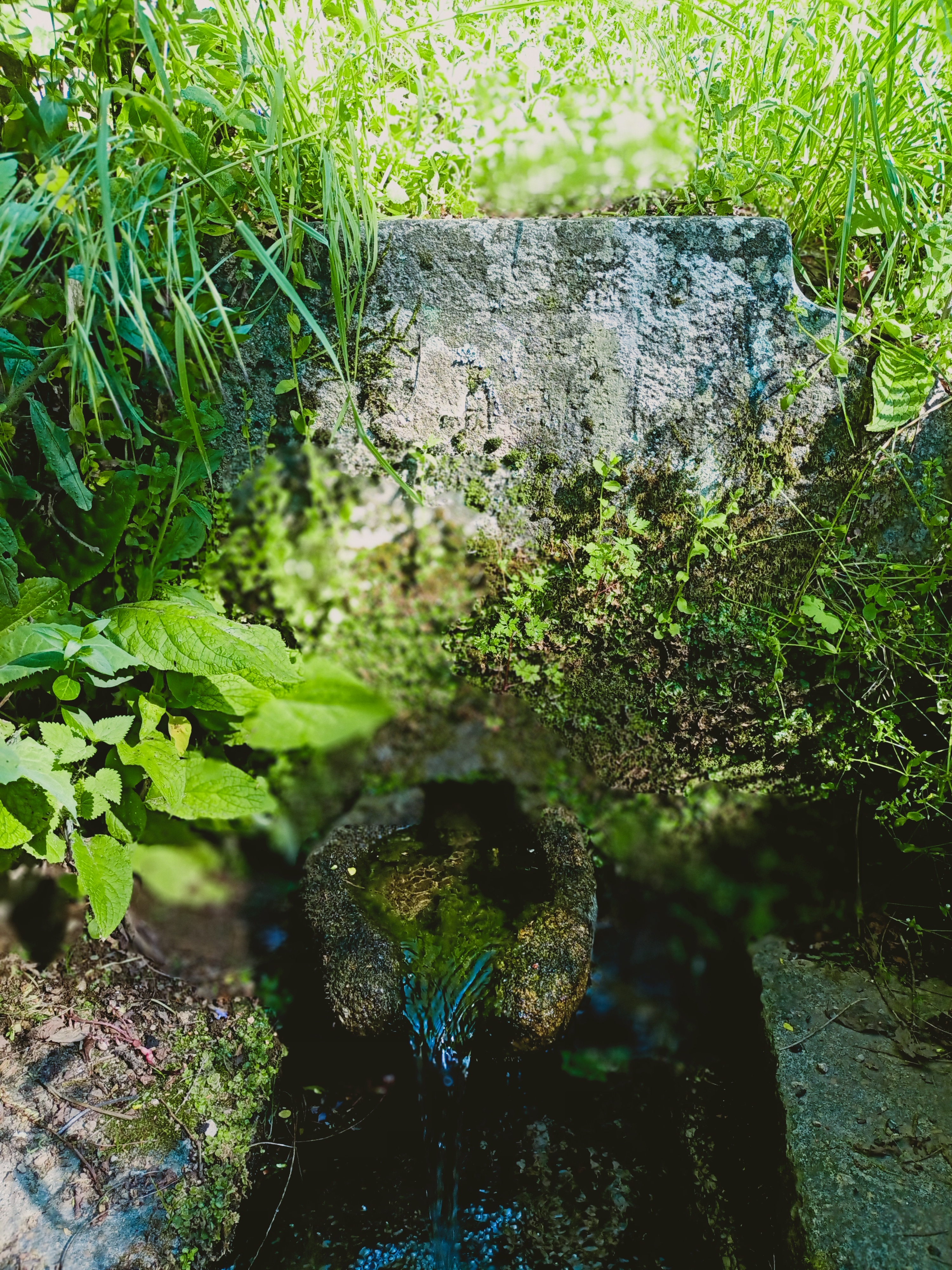
Fuente "Da Delgada".
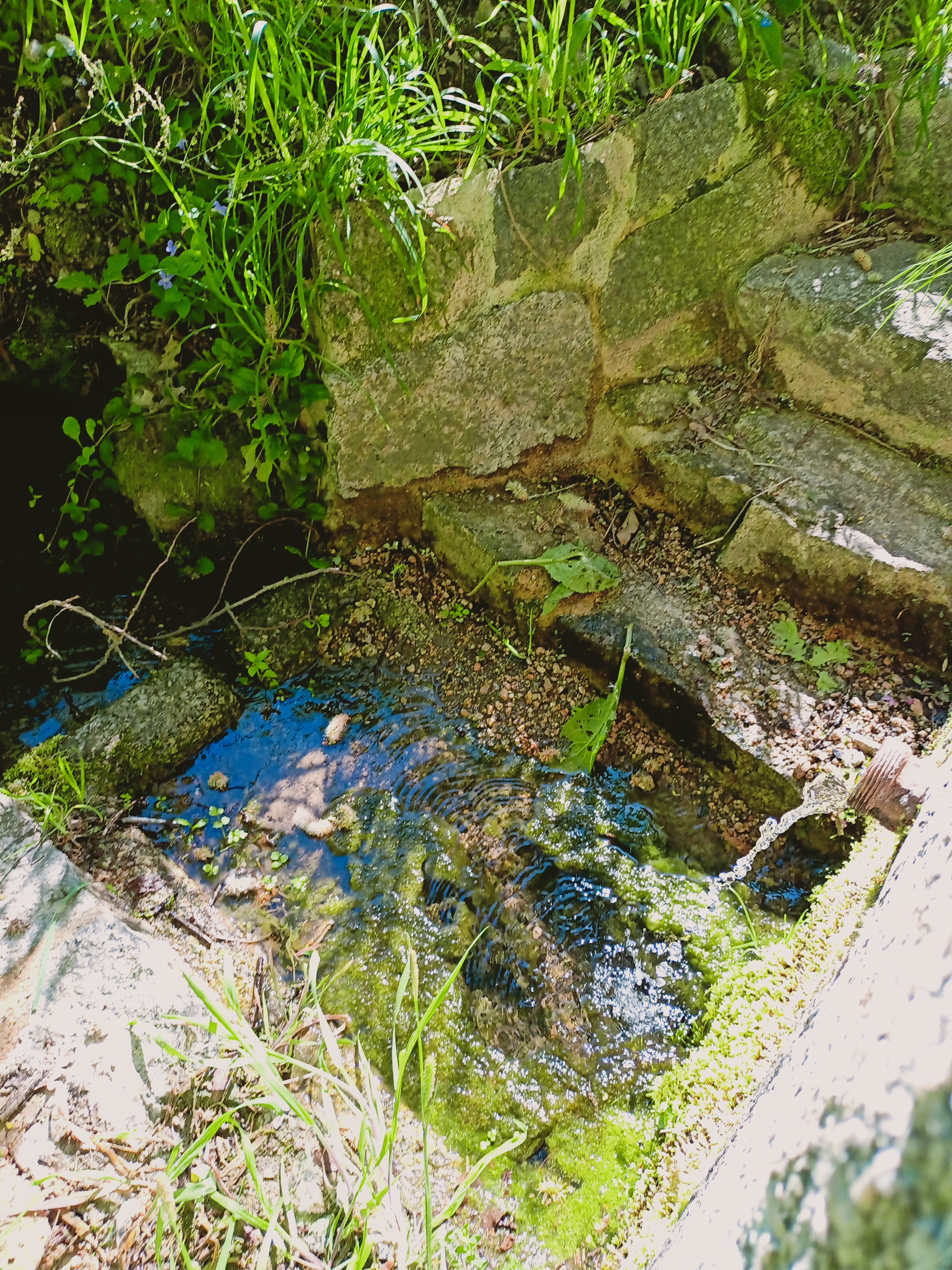
Fuente "Do Campo".
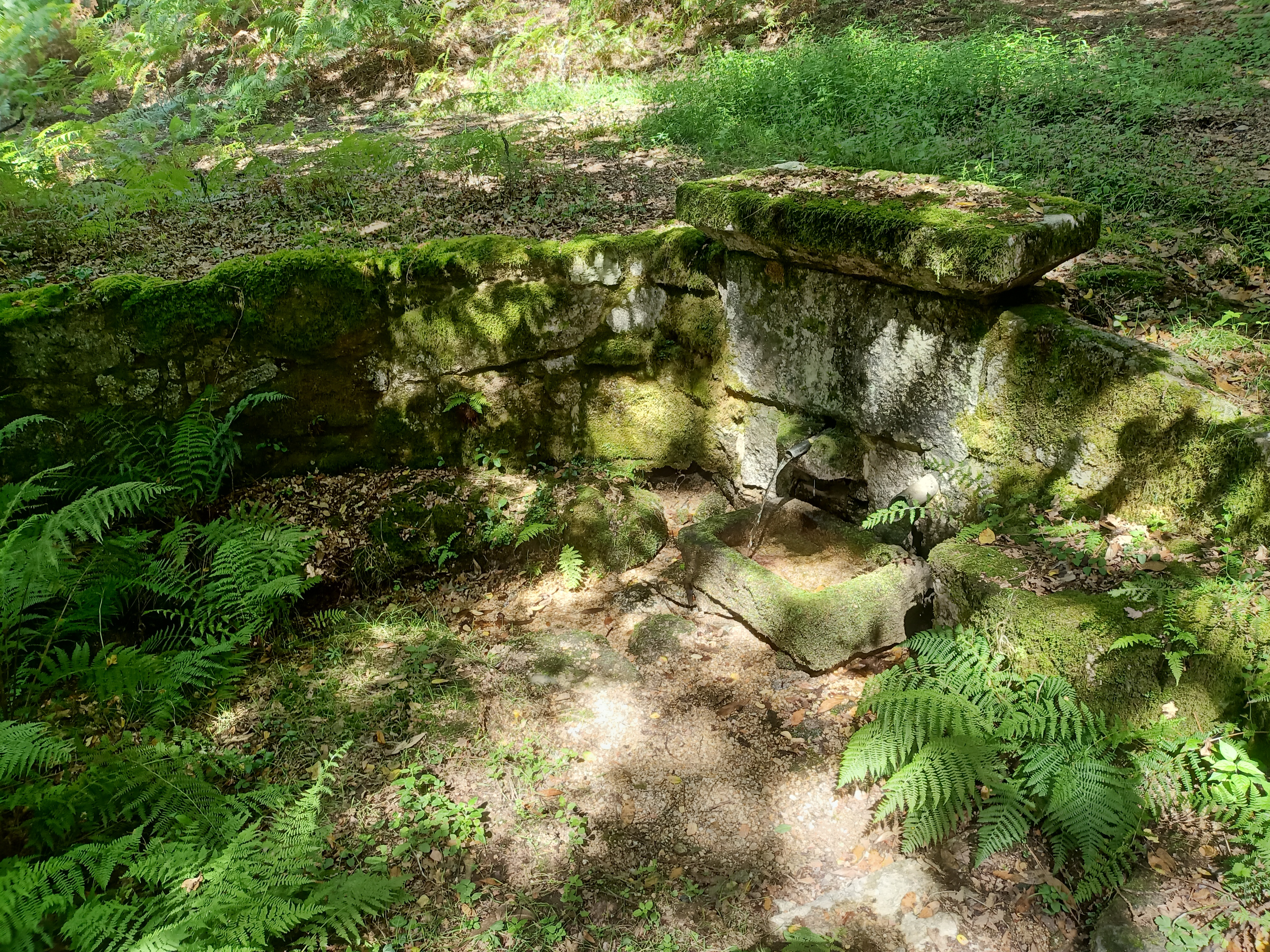
Fuente "Do Val da Fonte", reformada en el año 1932.
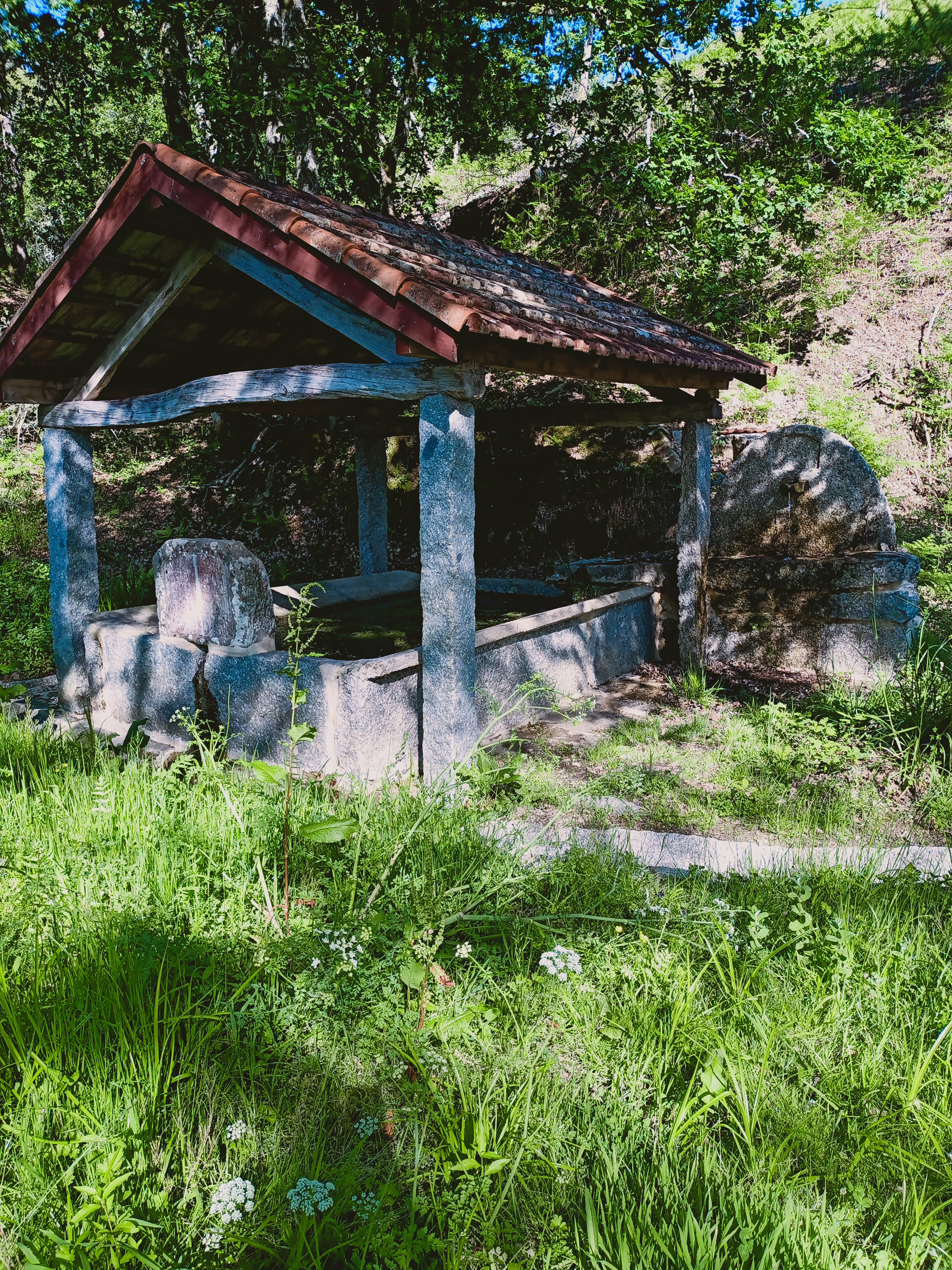
Lavadero "Do Retrotouro", año de 1949.
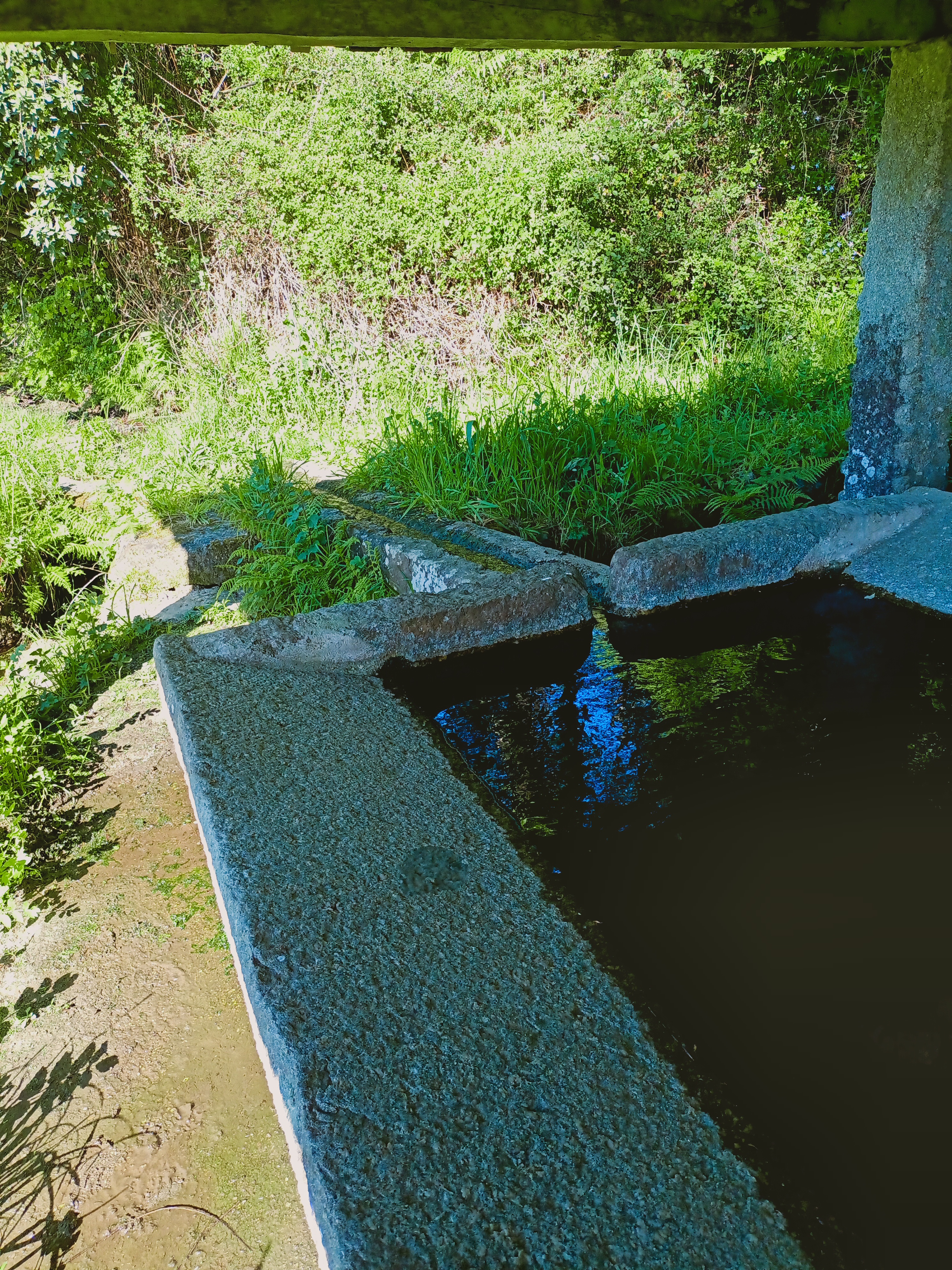
Lavadero "Da Delgada".
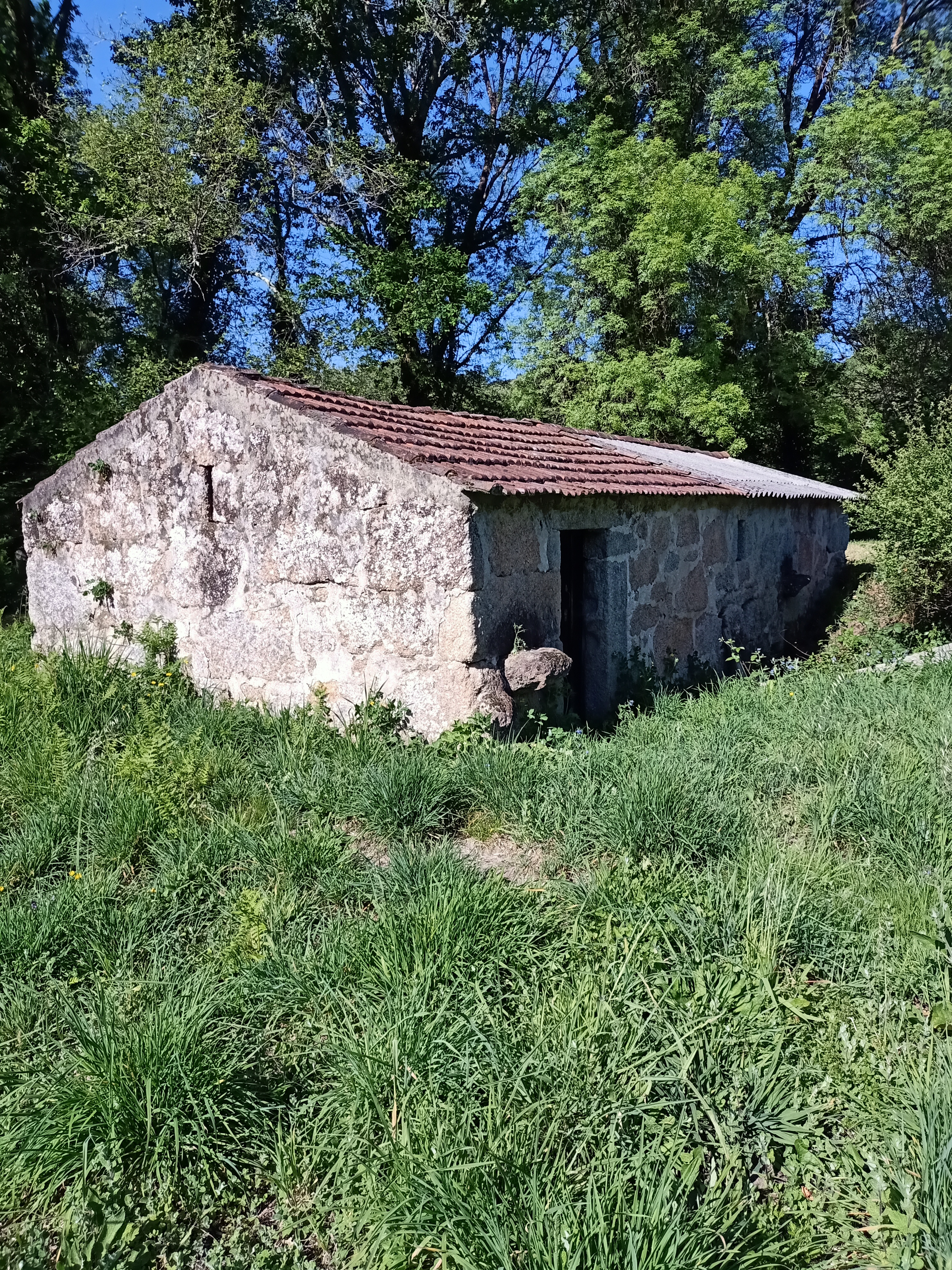
Molino "Da Serra", siglo XVII.
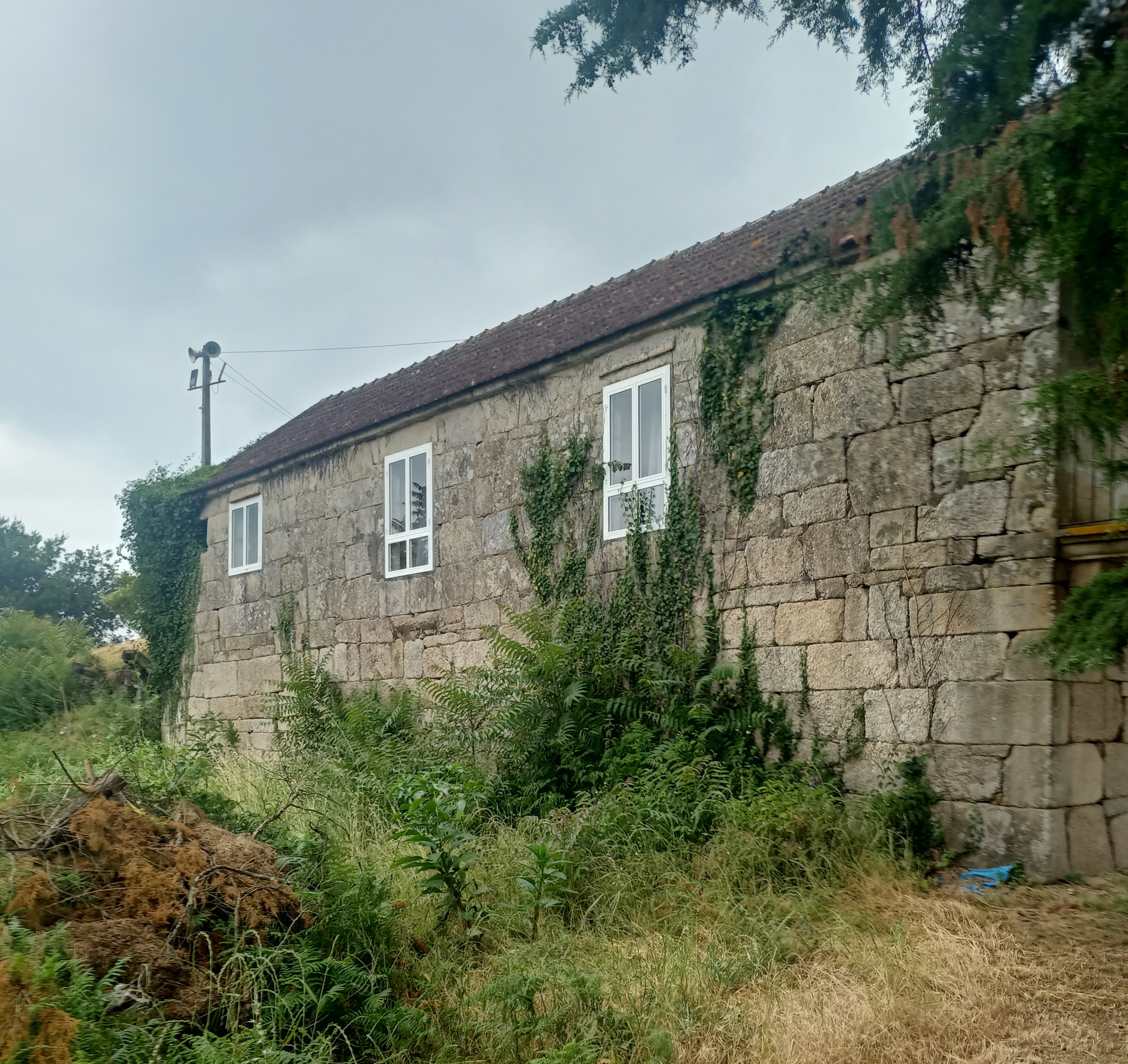
Lateral de la casa rectoral.